# Peter Sakmár
Peter Sakmár (ur. 12 października 1978 w Lewoczy) – słowacki duchowny katolicki posługujący w Kazachstanie, misjonarz, administrator apostolski ad nutum Sanctae Sedis Atyrau. 

## Życiorys
Święcenia kapłańskie przyjął 17 czerwca 2006. 8 grudnia 2020 papież Franciszek mianował go administratorem apostolskim ad nutum Sanctae Sedis Atyrau. 